# King Priam
King Priam è un'opera di Michael Tippett, su libretto scritto da lui. La storia è basata sull'Iliade di Omero, tranne la nascita e l'infanzia di Paride, che sono tratte dalle Fabulae di Igino.

## Storia
La prima fu il 29 maggio 1962, a Coventry. L'opera fu composta per un festival artistico tenuto in concomitanza con la riconsacrazione della ricostruita Cattedrale di Coventry, per la quale Benjamin Britten scrisse anche il suo War Requiem, che fu eseguito per la prima volta nella Cattedrale il giorno dopo la prima di King Priam.
La prima esecuzione al Covent Garden avvenne il 5 giugno, diretta da John Pritchard. Debuttò in Germania al Badisches Staatstheater nel 1963, in Grecia al Festival di Atene del 1985, in Francia all'Opera di Nancy e della Lorena nel 1988, in Italia a Batignano nel 1990 e negli Stati Uniti San Francisco Opera Center Showcase nel 1994. Nel 2014 il lavoro fu ripreso dalla English Touring Opera, con un'orchestrazione ridotta di Iain Farrington; la prima esecuzione di questa versione è stata data al Teatro Linbury Studio alla Royal Opera House il 13 febbraio 2014.
Come epigrafe della partitura Tippett mise le parole tedesche "Es möge uns das Schicksal gönnen, dass wir das innere Ohr von dem Munde der Seele nicht abwenden", cioè "Possa il destino concedere che non distogliamo mai il nostro orecchio interiore dalle labbra della nostra anima." Queste parole concludono un saggio del 1912 a proposito dei dipinti di Arnold Schönberg di Wassily Kandinsky.

## Ruoli
| Ruolo                                                   | Registro vocale                | Cast della prima, 29 maggio 1962 (Direttore: John Pritchard) |
| ------------------------------------------------------- | ------------------------------ | ------------------------------------------------------------ |
| Priamo, Re di Troia                                     | basso-baritono                 | Forbes Robinson                                              |
| Hecuba, sua moglie                                      | soprano drammatico             | Marie Collier                                                |
| Ettore, il loro figlio maggiore                         | baritono                       | Victor Godfrey                                               |
| Andromaca, moglie di Ettore                             | mezzosoprano lirico-drammatico | Josephine Veasey                                             |
| Paride, secondo figlio di Priamo                        | tenore                         | John Dobson                                                  |
| Paride da ragazzo                                       | voce bianca                    | Philip Doghan                                                |
| Elena, Amante di Paride                                 | mezzosoprano lirico            | Margreta Elkins                                              |
| Achille, un eroe greco                                  | tenore eroico                  | Richard Lewis                                                |
| Patroclo, suo amico                                     | baritono leggero               | Joseph Ward                                                  |
| Nurse                                                   | mezzosoprano                   | Noreen Berry                                                 |
| Vecchio                                                 | basso                          | David Kelly                                                  |
| Giovane guardia                                         | tenore lirico                  | Robert Bowman                                                |
| Hermes, messaggero degli dei                            | tenore leggero acuto           | John Lanigan                                                 |
| Coro: Cacciatori, Ospiti delle nozze, donne di servizio |                                |                                                              |

## Trama

### Atto 1
King Priam ha una visione privata degli eventi della guerra di Troia, concentrandosi sui singoli momenti delle scelte morali. L'opera inizia subito dopo la nascita di Paride, quando unVecchio profetizza che il bambino crescerà e causerà la morte di suo padre. La regina Ecuba dichiara immediatamente che suo figlio deve essere ucciso. Priamo esita, ma riflette: "Cosa significa una vita quando la scelta coinvolge un'intera città?" e dà il bambino ad un Giovane, perché venga abbandonato sul fianco di una montagna.
Rimasti soli, il vecchio, il giovane e la nutrice del bambino discutono della scelta di Priamo. Questi tre personaggi torneranno nel corso dell'opera per commentare l'azione dalle loro diverse prospettive. Percependo i veri sentimenti di Priamo, il giovane non uccide il bambino, ma lo dà ai pastori perché lo crescano come loro.
Anni dopo, Priamo è a caccia sulla montagna con il figlio maggiore, Ettore. Ettore tenta di sottomettere un toro selvaggio, ma uno strano bambino gli salta sulla schiena e se ne va. Il bambino ritorna, chiede di unirsi a Ettore tra gli eroi di Troia e dice che il suo nome è Paride. Priamo è pieno di gioia che il suo desiderio segreto sia stato esaudito e dà il benvenuto a Paride a Troia come suo principe, qualunque siano le conseguenze. La nutrice, il Vecchio e il Giovane osservano questo capovolgimento come un presentimento, ma vengono interrotti dai festaioli al matrimonio di Ettore e Andromaca. Gli ospiti pettegolano che Ettore e Parigi non sono mai diventati amici e che Paride ha lasciato Troia per la corte di Menelao a Sparta.
A Sparta, Paride ed Elena sono già diventati amanti. Paride si chiede se nella vita ci sia davvero una scelta: si sente attratto irresistibilmente verso Elena da una forza più grande di lui. Come in risposta alla sua domanda, il dio Hermes appare e gli dice di scegliere fra tre dee: Atena, Era e Afrodite, i cui ruoli sono cantati da Ecuba, Andromaca ed Elena. Atena/Ecuba offre a Paride la gloria in guerra, Era/Andromaca offre la pace domestica, ma Afrodite/Elena dice semplicemente il suo nome e lui risponde con il suo, la sua scelta è stata fatta inconsciamente. Le altre due dee lo maledicono, predicendo la malasorte che porterà a Troia.

### Atto 2
Troia è sotto assedio. In città, Ettore schernisce Paride per codardia perché è scappato da Menelao in battaglia. Rimproverati da Priamo, i fratelli tornano alla lotta insieme. Il vecchio, timoroso per Troia, chiama Hermes e chiede che gli mostri Achille, eroe dei Greci.
Achille si è ritirato dalla battaglia, e la scena nella sua tenda è pacifica, mentre canta al suo amico Patroclo una canzone lirica della loro casa, "O ricca terra insozzata", accompagnato da una chitarra solista. Ma Patroclo si vergogna del fatto che Achille non combatterà e chiede di poter andare in battaglia indossando l'armatura di Achille, in modo che i Greci prendano speranza dalla vista del loro più grande guerriero. Achille è d'accordo e offre una libagione agli dei per la sicurezza di Patroclo.
Guardando invisibilmente sotto la protezione di Hermes, il Vecchio implora il dio di avvertire Priamo del pericolo, ma a Troia Paride sta già annunciando al re che Ettore ha ucciso Patroclo in un combattimento solitario. Il padre e i figli cantano un trio di ringraziamenti per la vittoria, ma vengono interrotti dal suono agghiacciante del grido di guerra di Achille, ripreso ed echeggiato dall'esercito greco. Il più grande guerriero della Grecia è tornato in campo in una furia furibonda.

### Atto 3
Nella camera da letto di Ettore, Andromaca si siede e aspetta suo marito. Ricorda con terrore il giorno in cui Achille uccise suo padre e i suoi fratelli. La regina Ecuba entra e le dice di salvare Ettore andando alle mura di Troia e chiamandolo fuori dalla battaglia. Andromaca rifiuta, chiedendo perché Priamo non metterà fine alla guerra restituendo Elena sottratta a suo marito. Ecuba si fa beffe del fatto che nessuna guerra è stata combattuta per una donna: Elena può essere il pretesto, ma la grande città di Troia è il vero premio dei greci. Elena stessa ora entra e Andromaca sfoga i propri sentimenti con una raffica di insulti. Elena risponde con un'aria virtuosa sostenendo che la passione erotica è più grande della morale o della politica, che il suo amore "tocca il paradiso, perché si estende fino all'inferno". Non trovando conforto nella sorellanza, le tre donne fanno preghiere separate, ciascuna alla dea che rappresentava nel primo atto.
Elena ed Ecuba vanno ed entra una cameriera per chiedere se deve accendere il fuoco per il bagno serale di Ettore. Negando la propria istintiva conoscenza della sua morte, Andromaca risponde "Sì ... sì", ma il suo schiavo fa eco beffardo "No ... no", poiché i servi sono i primi a sentire tutte le cattive notizie. Andromaca fugge disperata, e alla cameriera si unisce un coro di schiavi che commentano cinicamente: "Potremmo raccontare anche noi la storia, la storia patetica dei nostri padroni, vista dal corridoio".
Paride porta a re Priamo la notizia della morte di Ettore. Priamo maledice il figlio sopravvissuto, augurando la morte anche lui, e Paride se ne va, giurando di non tornare fino a quando non avrà ucciso Achille per vendetta. Rimasto solo, Priamo piange che il Vecchio anni fa ha parlato solo della sua morte, non di quella di Ettore. Il vecchio, il giovane e la nutrice appaiono e interrogano il re: "Un figlio deve vivere fino alla morte di un altro, è questa la legge della vita che preferisci?" Priamo tenta debolmente di rispondere "Sì ... sì", ma un coro invisibile risponde "No ... no": la risposta del suo cuore.
Hermes guida Priamo alla tenda di Achille. In una scena tranquilla, Priamo bacia le mani di Achille, "le mani di colui che ha ucciso mio figlio" e implora che gli venga concesso il corpo di Ettore per la sepoltura. Achille è d'accordo, e i due guardano avanti alla propria morte: Achille verrà ucciso da Paride, e Priamo sarà ucciso da Neottolemo, figlio di Achille.
Troia è in rovina. Priamo si rifiuta di lasciare la sua città e uno dopo l'altro la sua famiglia lo lascia. Il suo ultimo saluto è con Elena, alla quale parla dolcemente. C'è un momento di quiete prima che il figlio di Achille sembri ferire il colpo mortale ed Hermes, a dramma finito, parte per l'Olimpo.

## Incisioni
- 1980: Norman Bailey (Priam), Heather Harper (Hecuba), Thomas Allen (Hector), Felicity Palmer (Andromache), Philip Langridge (Paris), Yvonne Minton (Helen), Robert Tear (Achilles), Stephen Roberts, Ann Murray, David Wilson-Johnson, Peter Hall, Kenneth Bowen, recorded by Decca Records (LDR 73006), with the London Sinfonietta conducted by David Atherton. The recording won the Gramophone magazine's award for contemporary music recordings that year and was re-released on compact disc by Chandos (CHAN 9406/7) in 1995.[4][5]
- 1985: Rodney Macann (Priam), Janet Price (Hecuba), Omar Ebrahim (Hector), Sarah Walker (Andromache), Howard Haskin (Paris), Anne Mason (Helen), and Neil Jenkins (Achilles), with Kent Opera production directed by Nicholas Hytner conducted by Roger Norrington. Directed for Channel 4 by Robert Lough; released on VHS by Virgin Classics in 1990 and the Kultur label in 1997, and on DVD by Arthaus Musik in 2007.